# Esquirol llistat de potes vermelles
L'esquirol llistat de potes vermelles (Funisciurus pyrropus) és una espècie de rosegador de la família dels esciúrids. Viu a Angola, el Camerun, el Congo, la República Democràtica del Congo, Costa d'Ivori, Guinea Equatorial, el Gabon, Gàmbia, Ghana, Guinea, Guinea-Bissau, Libèria, Nigèria, Ruanda, el Senegal, Sierra Leone i Uganda. Es tracta d'un animal diürn i arborícola que tanmateix baixa a terra per buscar aliment. El seu hàbitat natural són els boscos tropicals humits de plana, així com els matollars costaners i les sabanes. És una espècie en risc mínim, és a dir, no sembla que hi hagi cap amenaça significativa per a la seva supervivència.